# Reklamant
Reklamant – oznaczenie stosowane w książce rękopiśmiennej od XI wieku, polegające na umieszczeniu początku tekstu następnej składki na dole składki poprzedniej w celu ułatwienia ich bezbłędnego szeregowania.

Pojęcie reklamantu dotyczy wyłącznie książek rękopiśmiennych i nie należy go mylić z kustoszem, który w książce rękopiśmiennej był oznaczeniem kolejności składek przy pomocy kolejnych liczb lub liter. W momencie, gdy rozpoczęto wydawanie pierwszych książek drukowanych, tzw. inkunabułów, nazwę reklamantów zmieniono na kustosze, a kustoszy na sygnatury.